# ケンタウルス座イータ星
ケンタウルス座η星（ケンタウルスざイータせい）は、ケンタウルス座にある2等星の恒星である。

## 特徴
ケンタウルス座η星は、カシオペヤ座γ星型の爆発型変光星である。B型スペクトルの中に変動する水素の輝線が現れる Be星である。恒星の赤道帯にガスの円盤が形成されており、変光はそのガスの突発的な噴出に起因している。同様のBe型ガス殻星としては、プレアデス星団のおうし座28番星 (BU Tau) が知られている。また、ケンタウルス座η星は自転周期が地球の1日以下の高速自転星でもある。
ケンタウルス座η星は、白色矮星に進化するか超新星爆発するかの境界付近の規模を持つ。